# Ливингстон (Нью-Джерси)
Ливингсто́н (англ. Livingston) — тауншип в округе Эссекс, штат Нью-Джерси. Назван в честь первого губернатора Нью-Джерси Уильяма Ливингстона.
Население посёлка — 29 366 человек (согласно переписи 2010 года).
Ливингстон является частью Нью-Йоркской агломерации.

## История
История Ливингстона началась около 1699 года. В 1699—1702 годах велись переговоры между переселенцами из Ньюарка и коренными жителями (делаварами) о покупке данной территории. В 1702 году территория была приобретена за £ 130. Однако ещё долгое время продолжались споры между поселенцами и английскими собственниками.
В 1745 году во время пожара сгорел документ, который являлся единственным доказательством покупки земель. Английские собственники воспользовались этим обстоятельством и начали настаивать на освобождении «незаконно занятой» земли. Отказавшиеся облагались так называемым «quit-rent» — по сути налогом на арендованную землю. Именно тогда переселенцев поддержал Уильям Ливингстон, который сам был владельцем участка в юго-западной части нынешнего тауншипа. Он всячески пытался помочь соседям, попавшим в тюрьму за отказ платить «quit-rent».
В то же время переселенцы, под предводительством Тимоти Микера (англ. Timothy Meeker), сформировали отряд для борьбы с английской метрополией. Бунт продолжался 10 лет — с 1745 по 1755 год. Позднее отряд принимал участие в Войне за независимость США в составе Континентальной армии.
После войны поселение начало развиваться. В 1783 году была открыта первая школа. Жители поселения занимались сельским хозяйством и производством лесоматериалов. Быстрыми темпами развивались молочная и обувная промышленности. Это привело к тому, что 5 февраля 1813 года тауншип Ливингстон был официально зарегистрирован.
Пик развития Ливингстона пришёлся на период с 1920-х по 1960-е. В это время в городе появились пожарная часть (1922 год), офис полиции (1929 год), две больницы (1959 и 1960 годы) и публичная библиотека (1961 год). В 1970 году население превышало 30 000 человек.

## Известные уроженцы и жители
- Джа́ред Ко́ри Ку́шнер (род. в 1981) — американский бизнесмен, владелец девелоперской компании и газеты New York Observer. Супруг Иванки Трамп, дочери 45-го президента США Дональда Трампа.
- Тара Де Рогатис (1979—2010) — актриса и фотограф.
- Роджер Тсиен (род. в 1952) — химик, обладатель Нобелевской премии по химии.
- Джейсон Александер (род. в 1959) — актёр, комик и певец.
- Челси Хэндлер (род. в 1975) — актриса, телеведущая, продюсер, писательница.
- Адам Палли (род. в 1982) — актёр и комедиант.
- Крис Кристи (род. в 1962) — политик, губернатор штата Нью-Джерси.
- Алан Крюгер (род. в 1960) — экономист, глава Совета экономических консультантов Белого дома.
- Джон Арванитис (род. в 1994) — рэпер, известный под сценическим именем Akillezz.